# Cnaphalocrocis floridalis
Cnaphalocrocis floridalis là một loài bướm đêm trong họ Crambidae.